# Кућа народног хероја Јездимира Ловића
Кућа народног хероја Јездимира Ловића је грађевина која је саграђена 1923—24. од тадашњег председника општине Лопиже Алекса Ловић. С обзиром да представља значајну историјску грађевину, проглашена је непокретним културним добром Републике Србије. Налази се у Доњој Лопижи, под заштитом је Завода за заштиту споменика културе Краљево.

## Историја
Кућу народног хероја Јездимира Ловића је саградио 1923—24. Алекса Ловић, тадашњи председник општине Лопиже. У овој кући се родио Јездимир Ловић (1919—1943), једна од најистакнутијих личности Народноослободилачке борбе народа Југославије из овог краја. После рата у кући су одржавани састанци одборника, а једно време је служила и као школа. Јездимир Ловић је примљен у Савез комуниста Југославије 1940, а почетком Другог светског рата је дошао у Сјеницу где је учествовао у формирању Сјеничке партизанске чете. Убијен је из заседе код села Крупице августа 1943. У централни регистар је уписана 28. јуна 1983. под бројем СК 487, а у регистар Завода за заштиту споменика културе Краљево 13. јуна 1983. под бројем СК 64.